# Limburg hercegeinek listája

Limburg hercegeinek címere

A Limburg hercegei címet a 11. században létrejött Limburgi Hercegség uralkodói viselték, kivéve I. Waleránt és Henriket, akik grófi címet viseltek. A család akkor tett szert nagyobb jelentőségre, amikor megkapták Alsó-Lotaringia hercegi címét 1101-ben.
Habár ezt 1106-ban elvesztették, a család megtartotta a hercegi címet és 1140-től hivatalosan is limburgi hercegként ismerték őket a Német-római Birodalmon belül.

## Limburg grófjai és hercegei

### Lengau grófja
- 1046–1065: Frigyes alsó-lotaringiai herceg, aki Len grófságát lányának, Juditnak adta, amikor az hozzáment Walerán d’Arlon-hoz. Walerán Len-burg (azaz Limburg) közelében építette fel kastélyát és erről kapta nevét a későbbi grófság.

### Limburg grófjai

#### Ardennes-Bouillon-ház
- 1065–1082 : I. Walerán, eredetileg Arlon grófja, felesége Luxemburgi Judit révén Limburg grófja
- 1082–1119 : III. Henrik (Walerán fia, aki 1101-ben Alsó-Lotaringia hercege lett)

### Limburg hercegei

#### Ardennes-Bouillon-ház
- 1119–1139 : II. Walerán (Henrik fia, aki megtartotta a hercegi címet, bár apja az alsó-lotaringiai hercegséget 1106-ban elvesztette)
- 1139–1170 : II. Henrik (II. Walerán fia, valamint Arlon grófja)
- 1170–1221 : III. Henrik (II. Henrik fia, valamint Arlon grófja)
- 1221–1226 : III. Walerán (III Henrik fia, Arlon grófja és Monjoie ura)
- 1226–1247 : IV. Henrik (III. Walerán fia, Arlon grófja és Monjoie ura)
- 1247–1279 : IV. Walerán (IV. Henrik fia)
- 1279–1283 : Irmgard (IV. Walerán lánya, férje I. Regnald)

A hercegség öröklését Irmgard nagybátyja, IV. Adolf bergi herceg vitatta, aki örökösödési jogát eladta I. János brabanti hercegnek. Limburg az 1288-as worringeni csata eredményeként Brabant fennhatósága alá került.

#### Leuven-ház
- 1288-1294 : I. János (Brabant és Lothier hercege)
- 1294-1312 : II. János (Brabant és Lothier hercege)
- 1312-1355 : III. János (Brabant és Lothier hercege)
- 1355-1404 : I. Johanna (III. János lánya, férje a későbbi IV. Vilmos hainaut-i gróf)

Johanna 1396-ban eladta a limburgi hercegség öröklési jogát a burgundi hercegeknek, majd 1404-ben unokahúga, Flandriai Margit javára lemondott a trónjáról. A limburgi hercegi címet Margit és II. Fülöp burgundi herceg fia, Antoine örökölte.

#### Valois-ház
- 1404-1415 : Antal brabanti herceg
- 1415-1427 : IV. János
- 1427-1430 : I. Saint Pol Fülöp
- 1430-1467 : II. Jó Fülöp
- 1467-1477 : I. Károly
- 1477-1482 : Burgundi Mária (Merész Károly leánya, I. Miksa német-római császár felesége), régens 1482–1494 között)

#### Habsburg-ház
- 1494-1506 : III. Szép Fülöp
- 1506-1555 : II. Károly (Fülöp fia, V. Károly néven német-római császár és I. Károly néven spanyol király)

1555-ben V. Károly lemondott a trónról és Limburgot, a Tizenhét Tartomány részeként együtt, a Habsburgok spanyol ágának adta.
- 1555-1598 : IV. Fülöp (II. Fülöp néven spanyol király)
- Albert és felesége Izabella Klára Eugénia (1598-1621)
- 1621-1665 : V. Fülöp  (IV. Fülöp néven spanyol király)
- 1665-1700 : III. Károly (II. Károly néven spanyol király)
- 1700-1706 : VI. Fülöp (V. Fülöp néven spanyol király)

Fülöp halálát követően a Tizenhét Tartomány az osztrák Habsburgokhoz került, a spanyol örökösödési háború eredményeként.
- 1706-1740 : IV. Károly (VI. Károly néven német-római császár, III. Károly néven magyar király).
- 1740-1780 : II. Mária (Károly lánya, Mária Terézia néven Ausztria és Magyarország uralkodónője, I. Ferenc német-római császár felesége)

#### Habsburg–Lotaringiai-ház
- 1780-1789 : I. József (II. József néven német-római császár)
- 1790-1792 : I. Lipót (József bátyja, II. Lipót néven német-római császár)
- 1792-1794 : I. Ferenc (II. Ferenc néven német-római császár és I. Ferenc néven osztrák császár, cseh és magyar király)

1793-ban francia forradalmi csapatok hatoltak be Németalföldre, vereséget mértek az itt állomásozó osztrák csapatokra, majd pedig eltörölték a korábbi feudális államokat és a kapcsolódó nemesi címeket.